# Calcio Padova 2023-2024
Questa voce raccoglie le informazioni riguardanti il Calcio Padova nelle competizioni ufficiali della stagione 2023-2024.

## Stagione

### La pre-stagione
La stagione 2023-2024 vede il Calcio Padova, classificatosi quinto nello scorso campionato e poi uscito al secondo turno di playoff, partecipare per la quinta stagione consecutiva al campionato di Serie C, venendo inserito nuovamente nel Girone A. Grande novità è l'entrata in società come socio di minoranza con il 25% delle quote e come nuovo presidente di Francesco Peghin. Dopo aver condotto la squadra nel girone di ritorno e nei playoff, viene confermato alla guida della squadra Vincenzo Torrente, firmando un contratto annuale con i biancoscuati. Antonio Donnarumma viene nominato come nuovo capitano della squadra, con Niko Kirwan come vice-capitano.
Dopo otto anni dall'ultima volta, Pieve di Cadore è tornato ad ospitare il ritiro pre-stagionale della squadra, che si è svolto dal 15 al 29 luglio 2023 presso l'Hotel Al Pelmo. Durante il ritiro si sono, inoltre, svolte due partite amichevoli: la prima il 26 luglio contro il Lecce, finita 4-0 per i pugliesi; e la seconda il 28 luglio contro la Torres vinta per 1-0 grazie alla rete di Delli Carri. Prima dell'inizio del campionato si sono svolte altre tre amichevoli: il 2 agosto contro il Brescia, terminata 1-1 con la rete di De Marchi; il 5 agosto in casa del Mestre, vinta per 2-1 con le reti di De Marchi e Cretella; ed una terza il 13 agosto persa per 3-1 contro il Campodarsego, rete di Crescenzi.

### Calciomercato estivo
Durante la sessione di mercato estiva vengono apportate molte modifiche alla rosa. Il 28 giugno viene riscattato dal Como il difensore Filippo Delli Carri, firmando un contratto triennale. Autori di un'ottima stagione con la Pergolettese, vengono acquistati il terzino Luca Villa ed il centrocampista ecuadoregno Kevin Varas, il terzino Giulio Favale dalla Virtus Entella, i centrali di difesa il difensore Luca Crescenzi dal Siena, Antonio Granata dal Gelbison e Marco Perrotta dal Bari, Nicolò Bianchi dal Cesena, l'esterno di centrocampo Alessandro Capelli dalla Pro Sesto, la mezz'ala Pietro Fusi dal Sangiuliano City e Simone Palombi dall'Alessandria.
Il mercato in uscita vede la cessione per 2 milioni di euro più bonus di Aljosa Vasic al Palermo, oltre all'ex capitano Nahuel Valentini alla SPAL. Tra le cessioni più importanti rientrano anche Fabio Ceravolo al Fiorenzuola, Enrico Piovanello alla Juve Stabia, Matei Ilie in al Cluj ed Enej Jelenič al Koper. Vengono ceduti anche vari giocatori in prestito come il portiere Mattia Fortin in prestito al Legnago, Simone Franchini al Pescara, Luca Gagliano al Potenza ed i giovani Tommaso Ghirardello e Jacopo Bacci rispettivamente alle Primavera del Genoa e dell'Empoli.

### Girone d'andata
Il campionato di Serie C inizia in trasferta, allo Stadio Danilo Martelli contro il Mantova, con l'incontro che finisce in parità per 1-1 con la rete di Delli Carri. L'esordio stagionale tra le mura di casa dello Stadio Euganeo arriva sei giorni più tardi ospitando il Legnago e portandosi a casa la prima vittoria della stagione grazie alle reti di Michael Liguori e alla prima marcatura in biancoscudato di Simone Palombi. Nella terza sfida di campionato contro l'Alessandria, arriva la prima vittoria stagionale in trasferta per 2-1 con le reti di Liguori e Giulio Favale, nel recupero del secondo tempo. Il 20 settembre, nel turno infrasettimanale, la squadra di Torrente batte per 2-0 il Novara con reti di Kevin Varas e Mattia Bortolussi, portandosi in testa alla classifica. Quattro giorni dopo tocca alla Virtus Verona, a pari merito in classifica, che viene battuta per 2-0 con le reti dei due Simone: Russini e Palombi. La settimana successiva tocca al Trento che viene dominato con un netto 3-0 e le reti di Villa, Capelli e Bortolussi.
Il 3 ottobre inizia la Coppa Italia di Serie C, allo Stadio Mario Sandrini ospiti del Legnago che viene battuto per 4-2 grazie alla tripletta di Palombi e al gol di Michael De Marchi. Dopo questa partita, in campionato arrivano due pareggi consecutivi per 1-1 contro Pro Patria e Pro Sesto, in entrambe le occasioni in rete Bortolussi, facendo perdere la testa della classifica. Ritornano i tre punti sette giorni dopo, in trasferta contro l'Arzignano con le reti di Bortolussi e Capelli. Il turno infrasettimanale del 24 ottobre vede un pareggio a reti bianche contro il Renate. Cinque giorni dopo arriva il momento del derby contro il Vicenza allo Stadio Romeo Menti che termina in pareggio per 1-1 con il cucchiaio di Radrezza su rigore a cinque minuti dal termine. Seguono due sfida casalinghe contro la Giana Erminio: la prima il 4 novembre in campionato finita 3-1 con le reti di Varas, il rigore di Liguori, e Kirwan; mentre la seconda tre giorni dopo nel secondo turno di Coppa, terminata 3-0 grazie al rigore di Cretella e alla doppietta di Dezi. L'AlbinoLeffe Stadium è la sede della tredicesima giornata vinta di misura con la rete di Luca Villa.
La vittoria casalinga del 19 novembre contro la Pro Vercelli per 3-2 con le reti di Varas, Delli Carri e Palombi portano nuovamente i biancoscudati in testa alla classifica. Seguono, però, due pareggi contro Pergolettese e Lumezzane che fanno scendere la squadra a quattro punti dalla prima. Ques'ultima squadra affrontata anche il 30 novembre negli Ottavi di finale di Coppa e battuta 2-0 grazie a Palombi e Fusi. Il 9 dicembre arriva la vittoria ai danni dell'Atalanta U23 grazie alla rete di Varas. Il 12 dicembre si disputa, allo Stadio Ettore Mannucci, il Quarto di finale di Coppa contro il Pontedera, deciso da una rete di Niko Kirwan. Il girone d'andata si conclude, dapprima con l'ultima vittoria casalinga del 2023 contro il Fiorenzuola con per 3-0 con le reti di Belli, Bortolussi e Liguori. Il numero 21 ha deciso anche lo scontro diretto del 22 dicembre allo Stadio Nereo Rocco contro la Triestina, con una splendida rovesciata. Il Padova chiude il girone con quaranta tre punti e quattro lunghezze dal Mantova primo e, sebbene costretto a inseguire la capolista, i biancoscudati sono l'unica squadra del calcio professionistico italiano a non aver perso neanche una partita fino a quel momento.

### Calciomercato invernale
Nella sessione di mercato invernale vengono acquistati: il centrocampista Lorenzo Crisetig, rimasto svincolato nella prima parte di stagione; in prestito gli attaccanti Mattia Tordini dal Lecco e Luca Zamparo dalla Virtus Entella; il difensore centrale Carlo Faedo dalla Virtus Verona e l'esterno Nicola Valente dai "cugini" del Palermo. Per quanto riguardano le cessioni, viene ceduto a titolo definitivo Michael De Marchi al Taranto, mentre viene girato in prestito al Foggia Luca Gagliano, precedentemente al Potenza, oltre ai difensori centrali Calabrese e Granata rispettivamente a Gubbio e Virtus Entella, ed il classe 2006 Giovanni Leoni alla Sampdoria.

### Girone di ritorno e Play-off
La prima giornata del girone di ritorno vede lo scontro diretto all'Euganeo contro la capolista Mantova, dove però arriva la prima e pesantissima sconfitta per 5-0, che fa scivolare la squadra a -7 dai lombardi. Segue un pareggio a reti bianche contro il Legnago in trasferta, mentre il 20 gennaio arriva la prima vittoria dell'anno contro l'Alessandria con la rete dopo due minuti di Liguori. Il 24 gennaio viene anche giocata la Semifinale d'andata di coppa, persa in trasferta per 1-0 contro la Lucchese. Quattro giorni dopo arriva la prima vittoria del nuovo anno in trasferta, contro il Novara per 3-0 grazie alle reti di Delli Carri, la prima rete di Bianchi e un'altra prodezza in rovesciata di Michael Liguori. Il 4 febbraio, inciampa però sul campo della Virtus Verona, pareggiando ad otto minuti dalla fine con un rigore di Varas. Sabato 10 marzo arriva un altro pareggio, questa volta contro il Trento per 1-1. Nel turno infrasettimanale del 13 febbraio, torna alla vittoria in casa della Pro Patria per 2-0 con i gol di Varas e Bortolussi. Quattro giorni dopo il gol di Liguori decide la sfida casalinga contro la Pro Sesto. Sette giorni dopo, sempre in casa, arriva un netto 4-0 contro l'Arzignano grazie alle reti di Liguori, con la doppietta, Dezi e la prima rete di Zamparo, recuperando due punti sul Mantova primo. Quattro giorni più tardi, i biancoscudati riescono a rimontare la sconfitta dell'andata della semifinale di Coppa Italia, vincendo per 2-0 con la prima rete con la nuova maglia di Faedo e la rete di Varas. Nella trasferta al Mino Favini di Meda, arriva la quarta vittoria consecutiva con l'undicesima rete in campionato di Michael Liguori che viene premiato anche come giocatore del mese del Girone A.
Tre giorni dopo il gol in-extremis di Carlo Faedo salva il Padova dalla sconfitta nel derby contro il Vicenza, svolto davanti ad 8 264 spettatori, il dato più alto nella stagione biancoscudata. Quattro giorni dopo arriva, però, la seconda sconfitta in campionato in trasferta contro la Giana Erminio per 2-0 con la doppietta di Franzoni. Il periodo buio dei patavini prosegue con il pareggio interno, a reti bianche, contro l'Albinoleffe e alla sconfitta esterna contro la Pro Vercelli per 2-0 che fa crollare la squadra di Torrente a ben 13 punti dalla capolista. In mezzo alle due gare, si disputa anche la finale d'andata di Coppa Italia di Serie C contro il Catania che viene vinta per 2-1 grazie alle reti di Palombi e Crisetig, la prima con la nuova maglia, salvo il gol nel finale dell'ex Monaco. Prima della gara di ritorno, il Padova torna alla vittoria anche in campionato e lo fa contro la Pergolettese con lo stesso risultato di Coppa e le reti di Fusi e, nuovamente di Palombi. Nella finale di ritorno, però, sfuma il sogno della Coppa dopo il vantaggio iniziale, al terzo minuto di Bortolussi, al quale rispondono nel primo tempo Di Carmine, su rigore, e Cicerelli. Nel secondo tempo, Perrotta trova il pareggio su calcio d'angolo ma due minuti dopo i veneti rimangono in dieci per l'espulsione di Delli Carri. Ad un minuto dal termine su calcio d'angolo, i siciliani trovano il pareggio con Marsura e insaccano al 120° la rete della vittoria con Costantino.
Il 7 aprile il Padova inciampa di nuovo fuori casa pareggiando 1-1 contro il Lumezzane, consegnando matematicamente la vittoria del campionato al Mantova, con tre turni di anticipo. Il pareggio è fatale anche per l'allenatore Vincenzo Torrente che, il giorno seguente, viene sollevato dall'incarico, con la società che ingaggia per il finale di stagione Massimo Oddo facendo il suo ritorno sulla panchina dei veneti dopo due anni dalla finale dei play-off persa contro il Palermo. Il debutto di mister Oddo è vincente, vittoria per 2-0 contro l'Atalanta U23 grazie alle reti di Cretella e Fusi, assicurandosi matematicamente il secondo posto in campionato. Nell'ultima trasferta stagione contro il Fiorenzuola arriva un pareggio 1-1 con la rete del pareggio di Delli Carri. Nell'ultima gara di campionato, il Padova batte la Triestina con il risultato di 3-2 con le reti di Bortolussi, Faedo ed il gol della vittoria di Jacopo Dezi, concludendo la stagione con 77 punti fatti a tre lunghezze dal Mantova, campione.
Concludendo il girone in seconda posizione, il Padova ha avuto il diritto di entrare nei Play-off nel secondo turno della Fase Nazionale, dove è stata sorteggiata insieme al L.R. Vicenza, con l'andata in trasferta mentre il ritorno davanti al proprio pubblico. La gara d'andata fissata per martedì 21 maggio, è stata rinviata al giorno seguente a causa della situazione meteo e alla gestione dell'ordine pubblico. La gara d'andata si è quindi giocata mercoledì 22 maggio, con il Vicenza che è riuscito a portare a casa il massimo risultato grazie alla doppietta di Franco Ferrari. Anche nella gara di ritorno arriva una sconfitta, con gli ospiti che vincono per 1-0, grazie al gol di Della Morte, concludendo così la stagione della squadra biancoscudata.

## Divise e sponsor
Per il quarto anno consecutivo lo sponsor tecnico è Macron, mentre il main partner è Facile Energy Luce e Gas. Lo sleeve sponsor è EuroInterim, il back sponsor è Energetika e il shorts sponsor è Sirman. Il tessuto di tutte e tre le maglie è l'Eco Gotex, 100% riciclabile.
La prima maglia del club biancoscudato è ispirata agli anni '80, bianca con delle sottili righe rosse verticali. Rosso presente anche nel colletto a V, sui bordi della manica, mentre nel collo è presente la scritta PADOVA (presente in tutte e tre le maglie), sempre in rosso. Il kit è completato da pantaloncini bianchi, con fasce laterali rosse, e calzettoni bianchi con una riga rossa orizzontale.
La seconda maglia si ispira a quelle indossate nel 2007-2008. La maglia è rossa con la croce, simbolo di Padova, di colore blu con un effetto pennellato che trae ispirazione dalle pareti della Chiesa degli Eremitani. Lo stesso effetto è presente anche sul retro della maglia dove lo scudo occupa la parte posteriore così come sulle maniche, con colletto alla coreana rosso sul fronte e blu sulla parte posteriore. I pantaloncini sono rossi con fasce laterali blu. I calzettoni sono rossi, con una riga blu orizzontale davanti e, nella parte posteriore, la scritta ACP 1910 in bianco.
La terza maglia presenta diverse tonalità di verde, con una trama sublimata per ricreare l'effetto marmo della sala verde del Caffè Pedrocchi, altro simbolo di Padova. Il colletto è verde, modello polo, con tre bottoni, mentre lo stemma è stato adattato al colore della maglia. I pantaloncini sono verdi con le strisce verticali che riprendono l'effetto marmo. Anche i calzettoni sono verdi con la croce e la scritta ACP 1910 nella parte posteriore.

## Rosa
Rosa aggiornata al 1º febbraio 2024.
| N. |                    | Ruolo | Calciatore            |
| -- | ------------------ | ----- | --------------------- |
| 1  | Italia (bandiera)  | P     | Antonio Donnarumma () |
| 2  | Italia (bandiera)  | D     | Filippo Delli Carri   |
| 3  | Italia (bandiera)  | D     | Marco Perrotta        |
| 4  | Italia (bandiera)  | D     | Francesco Belli       |
| 5  | Italia (bandiera)  | D     | Giovanni Leoni        |
| 6  | Italia (bandiera)  | C     | Lorenzo Crisetig      |
| 7  | Ecuador (bandiera) | C     | Kevin Varas           |
| 8  | Italia (bandiera)  | C     | Pietro Fusi           |
| 9  | Italia (bandiera)  | A     | Nicola Valente        |
| 9  | Italia (bandiera)  | A     | Michael De Marchi     |
| 10 | Italia (bandiera)  | C     | Igor Radrezza         |
| 11 | Italia (bandiera)  | C     | Jacopo Dezi           |
| 12 | Italia (bandiera)  | P     | Riccardo Rossi        |
| 13 | Italia (bandiera)  | D     | Luca Crescenzi        |
| 14 | Italia (bandiera)  | D     | Luca Villa            |
| 15 | Italia (bandiera)  | C     | Nicolò Bianchi        |
| 17 | Italia (bandiera)  | C     | Alessandro Capelli    |
| 18 | Italia (bandiera)  | A     | Andrea Montrone       |
| 19 | Italia (bandiera)  | A     | Simone Palombi        |
| 20 | Italia (bandiera)  | A     | Mattia Bortolussi     |

| N. |                          | Ruolo | Calciatore                  |
| -- | ------------------------ | ----- | --------------------------- |
| 21 | Italia (bandiera)        | A     | Michael Liguori             |
| 22 | Italia (bandiera)        | P     | Pablo Mangiaracina          |
| 23 | Italia (bandiera)        | D     | Antonio Granata             |
| 24 | Italia (bandiera)        | D     | Mattia Siviero              |
| 25 | Italia (bandiera)        | D     | Bernardo Calabrese          |
| 26 | Nuova Zelanda (bandiera) | D     | Niko Kirwan (vice capitano) |
| 27 | Italia (bandiera)        | A     | Andrea Beccaro              |
| 28 | Moldavia (bandiera)      | D     | Daniele Grosu               |
| 30 | Italia (bandiera)        | D     | Giulio Favale               |
| 31 | Francia (bandiera)       | C     | Enzo Yanis Degbè Sitsopè    |
| 32 | Italia (bandiera)        | A     | Andrea Toldo                |
| 33 | Mauritania (bandiera)    | C     | Sego Keita                  |
| 34 | Italia (bandiera)        | A     | Jacopo Tiveron              |
| 58 | Italia (bandiera)        | C     | Carmine Cretella            |
| 72 | Italia (bandiera)        | D     | Carlo Faedo                 |
| 77 | Italia (bandiera)        | A     | Simone Russini              |
| 80 | Italia (bandiera)        | D     | Marco Susanu                |
| 90 | Italia (bandiera)        | A     | Mattia Tordini              |
| 94 | Italia (bandiera)        | A     | Luca Zamparo                |
| 99 | Italia (bandiera)        | P     | Alessandro Zanellati        |

## Organigramma societario
Area direttiva
- Presidente: Francesco Peghin
- Amministratore delegato: Alessandra Bianchi
- Consiglieri: Luca Destro, Giampaolo Salot, Moreno Beccaro, Andreea Koenig, Gianni Potti, Alain Schibl

Area Amministrativa
- Segretario generale: Fabio Pagliani
- Segretario sportivo: Michele Capovilla
- Amministrazione: Benedetto Facchinato
- Responsabile settore giovanile: Carlo Sabatini
- Segretario sportivo settore giovanile: Alessandro Spinello
- Responsabile biglietteria: Riccardo Zanetto
- Supporter Liaison Officer (SLO): Cesare Lissari

Area comunicazione e marketing
- Responsabile commerciale: Enrico Corvaglia
- Responsabile marketing: Carlo Franceschi
- Responsabile ufficio stampa, web editor e social media manager: Dante Piotto

Area tecnica
- Direttore sportivo: Massimiliano Mirabelli
- Allenatore: Vincenzo Torrente (1ª-35ª), Massimo Oddo (36ª-)
- Allenatore in seconda: Pierluca Cincione (1ª-35ª), Marcello Donatelli (36ª-)
- Collaboratore tecnico: Sandro Porchia
- Preparatori atletici: Matteo Zambello, Alessandro Pastore
- Preparatore dei portieri: Adriano Zancopè
- Team manager: Paolo Sarti

Area sanitaria
- Responsabile: Luigi Munari
- Medici sociali: Alberto Rigon, Renzo Scaggiante
- Fisioterapisti: Pino Suriano, Giacomo Rigon, Paolo Garolla

## Calciomercato

### Sessione estiva(dall'1/7 all'1/9)
| Acquisti         | Acquisti            | Acquisti         | Acquisti      |
| R.               | Nome                | da               | Modalità      |
| ---------------- | ------------------- | ---------------- | ------------- |
| D                | Luca Crescenzi      | Siena            | definitivo    |
| D                | Filippo Delli Carri | Como             | definitivo    |
| D                | Giulio Favale       | Virtus Entella   | definitivo    |
| D                | Antonio Granata     | Gelbison         | definitivo    |
| D                | Marco Perrotta      | Bari             | definitivo    |
| D                | Luca Villa          | Pergolettese     | definitivo    |
| C                | Nicolò Bianchi      | Cesena           | definitivo    |
| C                | Alessandro Capelli  | Pro Sesto        | definitivo    |
| C                | Pietro Fusi         | Sangiuliano City | definitivo    |
| C                | Kevin Varas         | Pergolettese     | definitivo    |
| A                | Simone Palombi      | Alessandria      | definitivo    |
| Altre operazioni |                     |                  |               |
| R.               | Nome                | da               | Modalità      |
| D                | Bernardo Calabrese  | Latina           | fine prestito |
| D                | Jacopo Gasparini    | Adriese          | fine prestito |

| Cessioni         | Cessioni               | Cessioni    | Cessioni                 |
| R.               | Nome                   | a           | Modalità                 |
| ---------------- | ---------------------- | ----------- | ------------------------ |
| P                | Mattia Fortin          | Legnago     | prestito                 |
| D                | Roberto Crivello       | Palermo     | fine prestito            |
| D                | Filippo Delli Carri    | Como        | fine prestito            |
| D                | Jacopo Gasparini       | Adriese     | definitivo               |
| D                | Matei Ilie             | CFR Cluj    | definitivo               |
| D                | Salvatore Monaco       | Potenza     | definitivo               |
| D                | Nahuel Valentini       | SPAL        | definitivo               |
| C                | Jacopo Bacci           | Empoli      | prestito                 |
| C                | Simone Franchini       | Pescara     | prestito                 |
| C                | Enej Jelenič           | Koper       | definitivo               |
| C                | Aljosa Vasic           | Palermo     | definitivo (2 milioni €) |
| A                | Kevin Cannavò          | Vis Pesaro  | fine prestito            |
| A                | Fabio Ceravolo         | Fiorenzuola | definitivo               |
| A                | Luca Gagliano          | Potenza     | prestito                 |
| A                | Tommaso Ghirardello    | Genoa       | prestito                 |
| A                | Enrico Piovanello      | Juve Stabia | definitivo               |
| Altre operazioni |                        |             |                          |
| R.               | Nome                   | a           | Modalità                 |
| D                | Andrea Gasbarro        |             | svincolato               |
| D                | Felipe Curcio          |             | svincolato               |
| C                | Massimiliano Busellato |             | svincolato               |
| D                | Andrea Zanchi          |             | svincolato               |

### Sessione invernale (dal 1/1 al 31/1)
| Acquisti | Acquisti         | Acquisti       | Acquisti   |
| R.       | Nome             | da             | Modalità   |
| -------- | ---------------- | -------------- | ---------- |
| C        | Lorenzo Crisetig |                | definitivo |
| A        | Mattia Tordini   | Lecco          | prestito   |
| A        | Luca Zamparo     | Virtus Entella | prestito   |
| D        | Carlo Faedo      | Virtus Verona  | definitivo |
| A        | Nicola Valente   | Palermo        | definitivo |

| Cessioni | Cessioni           | Cessioni       | Cessioni   |
| R.       | Nome               | a              | Modalità   |
| -------- | ------------------ | -------------- | ---------- |
| A        | Michael De Marchi  | Taranto        | definitivo |
| D        | Antonio Granata    | Virtus Entella | prestito   |
| D        | Bernardo Calabrese | Gubbio         | prestito   |
| A        | Luca Gagliano      | Foggia         | prestito   |
| D        | Giovanni Leoni     | Sampdoria      | prestito   |

## Risultati

### Serie C

#### Girone di andata
| Arbitro: | Grasso (Ariano Irpino) |

|               |           |                 |
| Galuppini 11’ | Marcatori | 72’ Delli Carri |

| Arbitro: | Pezzopane (L'Aquila) |

|                           |           |  |
| Liguori 33’ Palombi 90+4’ | Marcatori |  |

| Arbitro: | Virgilio (Trapani) |

|                |           |                          |
| Anatriello 26’ | Marcatori | 11’ Liguori 90+2’ Favale |

| Arbitro: | Madonia (Palermo) |

|                          |           |  |
| Varas 29’ Bortolussi 38’ | Marcatori |  |

| Arbitro: | Arena (Torre del Greco) |

|                         |           |  |
| Palombi 71’ Russini 83’ | Marcatori |  |

| Arbitro: | Andreano (Prato) |

|  |           |                                      |
|  | Marcatori | 10’ Villa 18’ Capelli 78’ Bortolussi |

| Arbitro: | Gigliotti (Cosenza) |

|                |           |                     |
| Bortolussi 62’ | Marcatori | 82’ (rig.) Castelli |

| Arbitro: | Galipò (Firenze) |

|            |           |                |
| Sereni 80’ | Marcatori | 25’ Bortolussi |

| Arbitro: | Cherchi (Carbonia) |

|                      |           |                            |
| Grandolfo 86’ (rig.) | Marcatori | 62’ Bortolussi 72’ Capelli |

| Padova 24 ottobre 2023, ore 20:45 CEST 10ª giornata | Padova           | 0 – 0 referto | Renate | Stadio Euganeo (3 318 spett.)\| Arbitro: \| Zanotti (Rimini) \| |
| Arbitro:                                            | Zanotti (Rimini) |               |        |                                                                 |

| Arbitro: | Perri (Roma) |

|            |           |                     |
| Sandon 30’ | Marcatori | 83’ (rig.) Radrezza |

| Arbitro: | Marotta (Sapri) |

|                                          |           |               |
| Varas 5’ Liguori 83’ (rig.) Kirwan 90+3’ | Marcatori | 56’ Fumagalli |

| Arbitro: | Vingo (Pisa) |

|  |           |           |
|  | Marcatori | 35’ Villa |

| Arbitro: | Costanza (Agrigento) |

|                                         |           |                            |
| Varas 20’ Delli Carri 24’ Palombi 90+6’ | Marcatori | 34’ (aut.) Kirwan 88’ Comi |

| Arbitro: | Leone (Barletta) |

|               |           |           |
| Mazzarani 67’ | Marcatori | 86’ Belli |

| Arbitro: | Vergaro (Bari) |

|            |           |             |
| Capelli 6’ | Marcatori | 27’ Moscati |

| Arbitro: | Sfira (Pordenone) |

|  |           |           |
|  | Marcatori | 29’ Varas |

| Arbitro: | Diop (Treviglio) |

|                                      |           |  |
| Belli 29’ Liguori 44’ Bortolussi 60’ | Marcatori |  |

| Arbitro: | Scatena (Avezzano) |

|  |           |             |
|  | Marcatori | 56’ Liguori |

#### Girone di ritorno
| Arbitro: | Arena (Torre del Greco) |

|  |           |                                                                   |
|  | Marcatori | 28’ Redolfi 51’ Fiori 68’ Galuppini 90+2’ Bragantini 90+4’ Wieser |

| Legnago 14 gennaio 2024, ore 18:30 CET 21ª giornata | Legnago       | 0 – 0 referto | Padova | Stadio Mario Sandrini (867 spett.)\| Arbitro: \| Ancora (Roma) \| |
| Arbitro:                                            | Ancora (Roma) |               |        |                                                                   |

| Arbitro: | Galipò (Firenze) |

|            |           |  |
| Liguori 2’ | Marcatori |  |

| Arbitro: | Delrio (Reggio Emilia) |

|  |           |                                            |
|  | Marcatori | 11’ Liguori 27’ Delli Carri 74’ N. Bianchi |

| Arbitro: | Calzavara (Varese) |

|           |           |                  |
| Gómez 48’ | Marcatori | 82’ (rig.) Varas |

| Arbitro: | Mucera (Palermo) |

|                 |           |                  |
| Varas 4’ (rig.) | Marcatori | 74’ (aut.) Belli |

| Arbitro: | Frascaro (Firenze) |

|  |           |                                 |
|  | Marcatori | 29’ (rig.) Varas 55’ Bortolussi |

| Arbitro: | Virgilio (Trapani) |

|             |           |  |
| Liguori 53’ | Marcatori |  |

| Arbitro: | Djurdjevic (Trieste) |

|                                      |           |  |
| Liguori 5’, 10’ Zamparo 85’ Dezi 89’ | Marcatori |  |

| Arbitro: | Andreano (Prato) |

|  |           |             |
|  | Marcatori | 64’ Liguori |

| Arbitro: | Crezzini (Siena) |

|             |           |                |
| Faedo 90+4’ | Marcatori | 57’ F. Ferrari |

| Arbitro: | Giaccaglia (Jesi) |

|                   |           |  |
| Franzoni 21’, 87’ | Marcatori |  |

| Padova 15 marzo 2024, ore 20:45 CET 32ª giornata | Padova             | 0 – 0 referto | AlbinoLeffe | Stadio Euganeo (3 423 spett.)\| Arbitro: \| Cherchi (Carbonia) \| |
| Arbitro:                                         | Cherchi (Carbonia) |               |             |                                                                   |

| Arbitro: | Ancora (Roma) |

|                                  |           |  |
| Haoudi 65’ Mustacchio 69’ (rig.) | Marcatori |  |

| Arbitro: | Di Francesco (Ostia) |

|                      |           |           |
| Fusi 19’ Palombi 61’ | Marcatori | 44’ Arini |

| Arbitro: | Di Reda (Molfetta) |

|           |           |               |
| Ilari 78’ | Marcatori | 9’ Bortolussi |

| Arbitro: | Rispoli (Locri) |

|                       |           |  |
| Cretella 18’ Fusi 24’ | Marcatori |  |

| Arbitro: | Baratta (Rossano) |

|              |           |                 |
| Ceravolo 37’ | Marcatori | 74’ Delli Carri |

| Arbitro: | Manzo (Torre Annunziata) |

|                                   |           |                         |
| Bortolussi 23’ Faedo 62’ Dezi 81’ | Marcatori | 40’ Vertainen 55’ Redan |

### Play-off

#### Fase nazionale
| Arbitro: | Gabriele Scatena (Avezzano) |

|                  |           |  |
| Ferrari 10’, 50’ | Marcatori |  |

| Arbitro: | Perri (Roma) |

|  |           |                 |
|  | Marcatori | 39’ Della Morte |

### Coppa Italia Serie C

#### Turni eliminatori
| Arbitro: | Zago (Conegliano) |

|                |           |                                    |
| Buric 65’, 78’ | Marcatori | 2’, 34’, 42’ Palombi 21’ De Marchi |

| Arbitro: | Renzi (Pesaro) |

|                                            |           |  |
| Cretella 15’ (rig.) Dezi 38’, 90+3’ (rig.) | Marcatori |  |

#### Fase Finale
| Arbitro: | G. Sacchi (Macerata) |

|                      |           |  |
| Palombi 80’ Fusi 90’ | Marcatori |  |

| Arbitro: | Ubaldi (Roma) |

|  |           |           |
|  | Marcatori | 9’ Kirwan |

| Arbitro: | Madonia (Palermo) |

|            |           |  |
| Yeboah 32’ | Marcatori |  |

| Arbitro: | Zanotti (Rimini) |

|                     |           |  |
| Faedo 30’ Varas 75’ | Marcatori |  |

| Arbitro: | Perri (Roma) |

|                          |           |            |
| Palombi 12’ Crisetig 25’ | Marcatori | 78’ Monaco |

| Arbitro: | Nicolini (Brescia) |

|                                                                 |           |                            |
| Di Carmine 26’ (rig.) Cicerelli 44’ Marsura 89’ Costantino 120’ | Marcatori | 3’ Bortolussi 73’ Perrotta |

## Statistiche

### Statistiche di squadra
Aggiornate al 25 maggio 2024.
| Competizione         | Punti | In casa | In casa | In casa | In casa | In casa | In casa | In trasferta | In trasferta | In trasferta | In trasferta | In trasferta | In trasferta | Totale | Totale | Totale | Totale | Totale | Totale | D.R. |
| Competizione         | Punti | G       | V       | N       | P       | Gf      | Gs      | G            | V            | N            | P            | Gf           | Gs           | G      | V      | N      | P      | Gf     | Gs     | D.R. |
| -------------------- | ----- | ------- | ------- | ------- | ------- | ------- | ------- | ------------ | ------------ | ------------ | ------------ | ------------ | ------------ | ------ | ------ | ------ | ------ | ------ | ------ | ---- |
| Serie C              | 77    | 19      | 12      | 6       | 1       | 32      | 15      | 19           | 9            | 8            | 2            | 23           | 13           | 38     | 21     | 14     | 3      | 55     | 28     | +27  |
| Play-Off             | -     | 1       | 0       | 0       | 1       | 0       | 1       | 1            | 0            | 0            | 1            | 0            | 2            | 2      | 0      | 0      | 2      | 0      | 3      | -3   |
| Coppa Italia Serie C | -     | 4       | 4       | 0       | 0       | 9       | 1       | 4            | 2            | 0            | 2            | 7            | 7            | 8      | 6      | 0      | 2      | 16     | 8      | +8   |
| Totale               | 77    | 24      | 16      | 6       | 2       | 41      | 17      | 24           | 11           | 8            | 5            | 30           | 21           | 48     | 27     | 14     | 7      | 71     | 39     | +32  |

### Andamento in campionato
| Giornata  | 1 | 2 | 3 | 4 | 5 | 6 | 7 | 8 | 9 | 10 | 11 | 12 | 13 | 14 | 15 | 16 | 17 | 18 | 19 | 20 | 21 | 22 | 23 | 24 | 25 | 26 | 27 | 28 | 29 | 30 | 31 | 32 | 33 | 34 | 35 | 36 | 37 | 38 |
| --------- | - | - | - | - | - | - | - | - | - | -- | -- | -- | -- | -- | -- | -- | -- | -- | -- | -- | -- | -- | -- | -- | -- | -- | -- | -- | -- | -- | -- | -- | -- | -- | -- | -- | -- | -- |
| Luogo     | T | C | T | C | C | T | C | T | T | C  | T  | C  | T  | C  | T  | C  | T  | C  | T  | C  | T  | C  | T  | T  | C  | T  | C  | C  | T  | C  | T  | C  | T  | C  | T  | C  | T  | C  |
| Risultato | N | V | V | V | V | V | N | N | V | N  | N  | V  | V  | V  | N  | N  | V  | V  | V  | P  | N  | V  | V  | N  | N  | V  | V  | V  | V  | N  | P  | N  | P  | V  | N  | V  | N  | V  |
| Posizione | 8 | 2 | 2 | 1 | 1 | 1 | 1 | 1 | 1 | 2  | 2  | 2  | 2  | 1  | 2  | 2  | 2  | 2  | 2  | 2  | 2  | 2  | 2  | 2  | 2  | 2  | 2  | 2  | 2  | 2  | 2  | 2  | 2  | 2  | 2  | 2  | 2  | 2  |

Legenda:

Luogo: C = Casa; T = Trasferta. Risultato: V = Vittoria; N = Pareggio; P = Sconfitta.

### Statistiche dei giocatori
| Giocatore       | Serie C  | Serie C  | Serie C     | Serie C    | Coppa Italia Serie C | Coppa Italia Serie C | Coppa Italia Serie C | Coppa Italia Serie C | Totale   | Totale | Totale      | Totale     |
| Giocatore       | Presenze | Reti     | Ammonizioni | Espulsioni | Presenze             | Reti                 | Ammonizioni          | Espulsioni           | Presenze | Reti   | Ammonizioni | Espulsioni |
| --------------- | -------- | -------- | ----------- | ---------- | -------------------- | -------------------- | -------------------- | -------------------- | -------- | ------ | ----------- | ---------- |
| A. Beccaro      | 0        | 0        | 0           | 0          | 1                    | 0                    | 0                    | 0                    | 1        | 0      | 0           | 0          |
| F. Belli        | 26+2     | 2        | 1           | 1          | 3                    | 0                    | 2                    | 0                    | 31       | 2      | 3           | 1          |
| N. Bianchi      | 20       | 1        | 1           | 0          | 6                    | 0                    | 1                    | 0                    | 26       | 1      | 2           | 0          |
| M. Bortolussi   | 36+2     | 9        | 5           | 0          | 6                    | 1                    | 0                    | 0                    | 44       | 10     | 5           | 0          |
| B. Calabrese    | 0        | 0        | 0           | 0          | 4                    | 0                    | 1                    | 0                    | 4        | 0      | 1           | 0          |
| A. Capelli      | 33+2     | 3        | 2           | 0          | 7                    | 0                    | 1                    | 0                    | 42       | 3      | 3           | 0          |
| L. Crescenzi    | 18       | 0        | 5           | 0          | 2                    | 0                    | 0                    | 0                    | 20       | 0      | 5           | 0          |
| C. Cretella     | 14+2     | 1        | 1           | 1          | 3                    | 1                    | 1                    | 0                    | 19       | 2      | 2           | 1          |
| L. Crisetig     | 15+1     | 0        | 2+1         | 0          | 3                    | 1                    | 1                    | 0                    | 19       | 1      | 4           | 0          |
| M. De Marchi    | 5        | 0        | 0           | 0          | 2                    | 1                    | 0                    | 0                    | 7        | 1      | 0           | 0          |
| F. Delli Carri  | 37+2     | 4        | 4           | 0          | 4                    | 0                    | 0                    | 1                    | 43       | 4      | 4           | 1          |
| J. Dezi         | 23       | 2        | 2           | 0          | 6                    | 2                    | 1                    | 0                    | 29       | 4      | 3           | 0          |
| A. Donnarumma   | 34+2     | -24 + -3 | 1           | 0          | 0                    | 0                    | 0                    | 0                    | 36       | -24    | 1           | 0          |
| C. Faedo        | 16+2     | 2        | 0           | 0          | 2                    | 1                    | 0                    | 0                    | 20       | 3      | 0           | 0          |
| G. Favale       | 28+1     | 1        | 3           | 0          | 5                    | 0                    | 0                    | 0                    | 34       | 1      | 3           | 0          |
| P. Fusi         | 30+1     | 2        | 13+1        | 0          | 6                    | 1                    | 2                    | 0                    | 37       | 3      | 16          | 0          |
| A. Granata      | 3        | 0        | 0           | 0          | 5                    | 0                    | 1                    | 0                    | 8        | 0      | 1           | 0          |
| N. Kirwan       | 31       | 1        | 1           | 0          | 7                    | 1                    | 2                    | 0                    | 38       | 2      | 3           | 0          |
| G. Leoni        | 0        | 0        | 0           | 0          | 3                    | 0                    | 1                    | 0                    | 3        | 0      | 1           | 0          |
| M. Liguori      | 30+2     | 11       | 9           | 1          | 5                    | 0                    | 0                    | 0                    | 37       | 11     | 9           | 1          |
| P. Mangiaracina | 0        | 0        | 0           | 0          | 0                    | 0                    | 0                    | 0                    | 0        | 0      | 0           | 0          |
| A. Montrone     | 1        | 0        | 0           | 0          | 2                    | 0                    | 0                    | 0                    | 3        | 0      | 0           | 0          |
| S. Palombi      | 31+2     | 4        | 1           | 0          | 5                    | 5                    | 0                    | 0                    | 38       | 9      | 1           | 0          |
| M. Perrotta     | 10       | 0        | 5           | 0          | 6                    | 1                    | 2                    | 0                    | 16       | 1      | 7           | 0          |
| I. Radrezza     | 29+2     | 1        | 5+1         | 0          | 3                    | 0                    | 0                    | 0                    | 34       | 1      | 6           | 0          |
| R. Rossi        | 0        | 0        | 0           | 0          | 0                    | 0                    | 0                    | 0                    | 0        | 0      | 0           | 0          |
| S. Russini      | 8        | 1        | 1           | 0          | 1                    | 0                    | 0                    | 0                    | 9        | 1      | 1           | 0          |
| M. Susanu       | 0        | 0        | 0           | 0          | 1                    | 0                    | 0                    | 0                    | 1        | 0      | 0           | 0          |
| A. Toldo        | 1        | 0        | 0           | 0          | 3                    | 0                    | 0                    | 0                    | 4        | 0      | 0           | 0          |
| M. Tordini      | 12+1     | 0        | 0           | 0          | 3                    | 0                    | 0                    | 0                    | 16       | 0      | 0           | 0          |
| N. Valente      | 11+2     | 0        | 1           | 0          | 1                    | 0                    | 0                    | 0                    | 14       | 0      | 1           | 0          |
| K. Varas        | 36+2     | 7        | 8           | 0          | 4                    | 1                    | 0                    | 0                    | 42       | 8      | 8           | 0          |
| L. Villa        | 34+2     | 2        | 0           | 0          | 7                    | 0                    | 0                    | 0                    | 43       | 2      | 0           | 0          |
| A. Zanellati    | 4        | -4       | 1           | 0          | 8                    | -8                   | 0                    | 0                    | 12       | -12    | 1           | 0          |
| L. Zamparo      | 17+2     | 1        | 1           | 0          | 4                    | 0                    | 0                    | 0                    | 23       | 1      | 1           | 0          |

## Giovanili

### Organigramma Settore Giovanile
Responsabili d'Area
- Presidente Settore Giovanile: Luca Destro
- Responsabile Settore Giovanile: Carlo Sabatini
- Coordinatore Settore Giovanile: Ottorino Cavinato
- Responsabile attività di base: Alberto Piva
- Respobsabile organizzativo: Michele Capovilla
- Responsabile scouting e tecnico affiliate: Lorenzo Bedin
- Responsabile affiliate: Angelo Montrone
- Segretario sportivo: Alessandro Spinello
- Respobsaile Area Portieri: Andrea Cano

Area sanitaria e psicologica
- Responsabile Staff Medico: Alberto Livio
- Medico Under 17: Emanuele Zanardo
- Medico Under 16: Alessandro Dal Monico
- Medico Under 16: Giacomo Cipani
- Medico Under 15: Edoardo Santinello
- Fisioterapista: Andrea Schiavo
- Fisioterapista: Alberto Tonellato
- Responsabile Area Psicologica: Cinzia Mattiolo

Area tecnica
Settore giovanile
- Primavera
  - Allenatore: Luca Rossettini
  - Allenatore in seconda: Nicolò Nocent
  - Preparatore atletico: Antonio Biancucci
  - Match Analyst: Gianluca Tramarin
  - Preparatore dei portieri: Federico Bee
- Under-17
  - Allenatore: Giuseppe Agostini
  - Collaboratore tecnico: Lorenzo Bedin
  - Preparatore atletico: Giovanni De Poli
  - Preparatore dei portieri: Riccardo Ongarato
- Under-16
  - Allenatore: Roberto Curci
  - Collaboratore tecnico: Matteo Zanon
  - Preparatore atletico: Giovanni De Poli
  - Preparatore dei portieri: Riccardo Ongarato
- Under-15
  - Allenatore: Claudio Ottoni
  - Collaboratore tecnico: Ambra Capotosto
  - Preparatore atletico: Andrea Di Silvestre
  - Preparatore dei portieri: Yuri Salvò

### Piazzamenti
- Primavera:
  - Campionato: 10°
  - Coppa Italia: Primo Turno Preliminare[116]
- Under-17:
  - Campionato: 7°
- Under-16:
  - Campionato: 3°
- Under-15:
  - Campionato: 2°